# Bellevalia sitiaca
Bellevalia sitiaca là một loài thực vật có hoa trong họ Măng tây. Loài này được Kypriotakis & Tzanoud. mô tả khoa học đầu tiên năm 1999.